# Frederick Edwin Smith, 1. Earl of Birkenhead

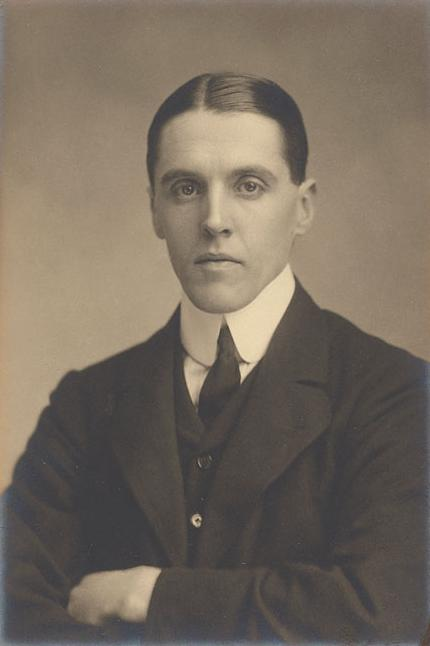
Frederick Edwin Smith, 1. Earl of Birkenhead

Frederick Edwin Smith, 1. Earl of Birkenhead GCSI, PC, KC (* 12. Juli 1872 in Birkenhead, Cheshire; † 30. September 1930 in London) war ein britischer Politiker der Conservative Party und Jurist.

## Leben und Wirken

### Jugend und Karriere als Jurist (1872–1906)
Lord Birkenhead wurde am 12. Juli 1872 als Frederick Edwin Smith in Birkenhead in der Grafschaft Cheshire geboren. Nachdem er die Aufnahmeprüfung für die Harrow School nicht bestanden hatte, besuchte er die Birkenhead School. Dort gewann er zunächst ein Stipendium für das Liverpool University College, bevor er sich zwei Jahre später erfolgreich für ein Stipendium am Wadham College in Oxford bewarb, das er 1896 absolvierte. In der Folge unterrichtete er Recht an der University of Oxford, bis er 1899 als Anwalt (Barrister) in die Anwaltskammer Gray’s Inn berufen wurde. Bis heute erinnern die von der Kammer vergebenen Stipendien, die sogenannten F.E. Smith Birkenhead Award Scholarships, an das berühmte Mitglied. Er machte sich in wenigen Jahren einen Namen als brillanter Anwalt. In dieser Zeit lernte er Winston Churchill kennen, mit dem er sofort eine enge und lebenslange Freundschaft formte, obwohl beide dadurch in ihren Parteien Nachteile hatten.

### Karriere als Parlamentarier (1906–1914)

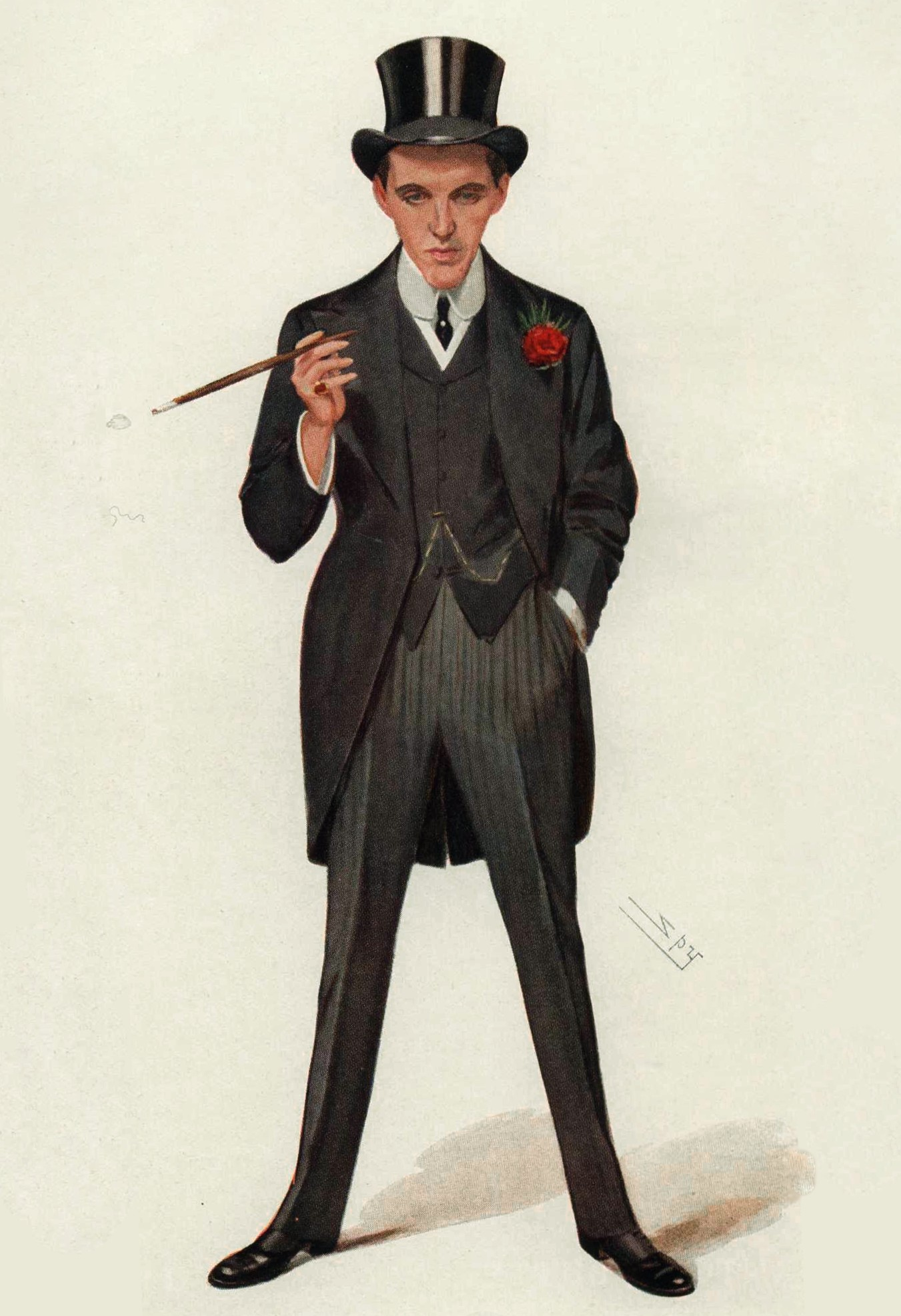
F.E. Smith als junger Parlamentarier, Zeichnung von Leslie Ward (um 1908)

1906 wurde Smith als Abgeordneter der konservativen Partei für Walton, einen Wahlkreis im Bezirk Liverpool, ins Unterhaus gewählt. Dort machte er zunächst am 12. März 1906 durch seine, von der Presse wie auch den Parlamentskollegen, für brillant befundene Jungfernrede auf sich aufmerksam, in der er die Regierung scharf anging. „I Warn the Government“ gilt als die beste Erstrede eines neuen Parlamentariers. Die Reputation eines rhetorisch glanzvollen und in seinen Repliken äußerst schlagfertigen Parlamentsredners konnte er für den Rest seiner Karriere behaupten. Auch im privaten Rahmen galt er als gewandter Gesprächspartner.
Innerhalb der Konservativen stieg Smith bald zu einem der energischsten Führer des unionistischen Flügels der Partei auf, der sich in scharfen Wendungen gegen eine Unabhängigkeit Irlands wandte.
Zudem opponierte er heftig gegen Parteiführer Arthur Balfour, den er als zu zögerlich einschätzte. Nachdem Andrew Bonar Law zum Führer der konservativen Parlamentsfraktion gewählt worden war, wurde der aufstrebende Smith jüngster Teil in seinem Schattenkabinett. Als einziger hatte er keinerlei Regierungserfahrung. Durch seine Freundschaft zu Max Aitken (seinerseits engster Vertrauter Bonar Laws) hatte er jedoch den Vorteil, guten Kontakt zum neuen Parteiführer zu haben. Wie die Mehrheit der konservativen Unterhausmitglieder stellte er sich ebenfalls gegen das Frauenwahlrecht. Sein Biograph John Campbell sieht in dieser Frage als einen archetypischen Edwardianer. Ebenso wie Churchill und einige liberale Kabinettsmitglieder, die wegen der militanten Aktionen der Suffragetten zu einer feindlichen Haltung umschwenkten, votierte Smith im November 1911 gegen ein Frauenwahlrecht.
Parallel zu seinem politischen Engagement war er weiterhin als Jurist tätig.

### Regierungsmitglied (1914–1928)
Zu Beginn des Ersten Weltkriegs wurde Smith die Verantwortung für das offizielle Pressebüro der Regierung übertragen. In dieser Funktion oblag ihm die kriegsbedingte Zensur der Zeitungen in Großbritannien. Zeitweilig diente er auch beim Indischen Korps in Frankreich als Stabsoffizier. Nach der Bildung der Koalitionsregierung im Mai 1915 wurde er zum Solicitor General ernannt und folgte binnen Kürze Sir Edward Carson als Attorney General nach. 1916 setzte er die Verurteilung und Hinrichtung des irischen Nationalisten Sir Roger Casement durch, der wegen Waffenschmuggels der Verschwörung mit dem Kriegsgegner bezichtigt wurde.
Nach dem Waffenstillstand 1918 war Smith dafür, Kaiser Wilhelm II. als einen Kriegsverbrecher anzuklagen.
1919 wurde Smith von Premierminister David Lloyd George zum Lordkanzler ernannt und als Baron Birkenhead geadelt. Trotzdem er anfangs sehr für sein neues Amt eingenommen war, empfand er die Begleitumstände bald als ermüdend. Während er die alten Traditionen des Amts genoss, empfand er die Beschränkungen als irritierend. So durfte er das Land nicht mehr ohne Zustimmung des Königs verlassen, mit dem er zudem für eine Weile einen Kleinkrieg führte, da er das Tragen eines Zylinders ablehnte, der König dies bei öffentlichen Auftritten jedoch als angebracht erachtete. Durch die Verpflichtungen als Lordkanzler war er zunehmend im Oberhaus gebunden und verpasste die meisten Kabinettssitzungen, war jedoch trotzdem weiterhin eine tragende Figur in der Koalition.
1921 war er dafür verantwortlich, dass im House of Lords ein Antrag abgelehnt wurde, der Lesbianismus unter Strafe stellen sollte. Zur Begründung führte er aus, dass „999 von 1000 Frauen von derartigen Praktiken noch nie auch nur das Geringste gehört hätten“. Ebenfalls 1921 war er am Zustandekommen des Anglo-Irischen Vertrages beteiligt, der zur Gründung des unabhängigen irischen Freistaates führte. 1921 wurde Smith zum Viscount Birkenhead erhoben und 1922 zum Viscount Furneaux, of Charlton, und zum Earl of Birkenhead. Zusammen mit Lloyd George und Churchill war er zunehmend die treibende Kraft in der Außenpolitik. Dieses Triumvirat stand auch hinter einer bellikosen Politik gegenüber der Türkei, nachdem diese aus dem Griechisch-Türkischen Krieg siegreich hervorging. Dies führte zur Chanakkrise, die für die Koalitionsregierung zu einer schweren Hypothek wurde.
Nach einer Hinterbänkler-Revolte in der konservativen Partei beim Carlton-Club-Treffen im Oktober 1922 trat Birkenhead gemeinsam mit Austen Chamberlain, Lord Balcarres und Sir Robert Horne zurück und verweigerte seine Beteiligung dem neuen konservativen Parteiführer Andrew Bonar Law bei der Regierungsbildung. Nun in seiner Partei weitgehend isoliert, attackierte er die neue Regierung scharf; er nannte das Treffen eine Revolte der Parteimaschinerie und von „zweitklassigen Köpfen“, deren Mittelmäßigkeit ihn beängstige.
Von 1924 bis 1928 war Smith als Minister für Indienangelegenheiten Mitglied der zweiten Regierung Baldwin. In dieser Zeit wurde Birkenhead ein Mitglied im Bund der Freimaurer, seine Loge war die Royal Colonial Lodge Nr. 3556. Später bekleidete er das Amt des Großaufsehers in der Großloge von England.
Nach dem Tod Curzons und Milners 1925 war die Kanzlerschaft der Universität von Oxford vakant. Smith war aufgrund seiner Reputation und seiner akademischen Meriten ein möglicher künftiger Anwärter, allerdings stand er in beiden Punkten im Schatten Asquiths, der der Idealkandidat zu schien. Jedoch sammelten sich die Konservativen mehrheitlich um einen Alternativkandidaten, um die Wahl ihres alten Gegners zu verhindern. Smith unterstützte nun seinen früheren Gegenspieler Asquith vehement. In einem offenen Brief an die Times nannte er Asquith den „größten lebenden Oxonian“, hob seine akademischen Meriten hervor und bat die Wahlberechtigten, nicht entlang alter Parteilinien zu wählen. Zudem unterzeichnete er zusammen mit dem konservativen Historiker Keith Feiling ein Schreiben, in dem sie sich wiederum für Asquith als Kanzler aussprachen. Dennoch wurde der konservative Politiker Lord Cave mit 987 zu 441 Stimmen zum Kanzler gewählt.

### Letzte Jahre (1928–1930)
Nach seinem Abschied aus der Politik wurde er Rektor der Universität Aberdeen, Mitglied der Geschäftsleitung bei Tate & Lyle sowie High Steward der Universität Oxford.
Smith war bekannt für seine exzesshafte Lebensart. Gemeinsam mit Winston Churchill – mit dem er den Other Club gründete und als dessen engster persönlicher und politischer Freund er galt – und anderen Freunden konsumierte er beträchtliche Mengen Alkohol und Tabak, insbesondere schwere Zigarren. Diesem Lebensstil wird von den meisten Biografen auch sein früher Tod 1930 zugeschrieben.

### Familie
Im April 1901 heiratete Smith Margaret Eleanor Furneaux. Aus der Ehe gingen drei Kinder hervor: Eleanor Smith, Frederick Winston Furneaux Smith und Pamela Smith.

## Bewertung durch Zeitgenossen und historische Forschung
Winston Churchill widmete Smith 1937 ein Kapitel in seinem Buch Great Contemporaries. Er rühmte Smiths Mut, seine Treue, seine Freude am Wettkampf und seinen wachen Geist. Margot Asquith bemängelte dagegen, dass ihm „bisweilen seine eigene Cleverness zu Kopfe“ steigen würde.
Als Smith in der Diskussion um den Welsh Church Act 1914 behauptete, dies sei ein Gesetz, das das Gewissen jeder christlichen Gemeinschaft in Europa erschüttere, reagierte Gilbert Keith Chesterton mit dem ironischen Gedicht Antichrist, or the Reunion of Christendom, in dem er Smith litaneiartig anredet.
In dem Film Chariots of Fire wird er als Lord Birkenhead von Nigel Davenport gespielt.

## Veröffentlichungen
- Great Contemporaries. 1924 (Biographische Skizzen bekannter Persönlichkeiten)
- Law, Life and Letters. 2 Bände, 1927.
- The World in 2030 A.D. 1930 (Utopische Schrift mit Illustrationen von E. McKnight Kauffman)